# Constancio Ducas
Constancio Ducas (en griego: Κωνστάντιος Δούκας, 1060 - 18 de octubre de 1081), fue un emperador bizantino desde 1060 hasta 1078. Constantino era hijo del emperador Constantino X Ducas y la emperatriz Eudoxia Macrembolita. Al nacer, fue elevado a emperador menor, junto con su hermano Miguel VII. Permaneció como emperador menor durante los reinados de Constantino, Romano IV y Miguel VII. Fue entregado a Nicéforo III, un usurpador, tras la abdicación de Miguel VII. Fue enviado a vivir en un monasterio, donde permaneció hasta que fue llamado por Alejo I Comneno, quien lo nombró general. Fue asesinado en 1081, en la batalla de Dirraquio. Las fuentes a veces lo confunden con su sobrino, Constantino Ducas.

## Biografía

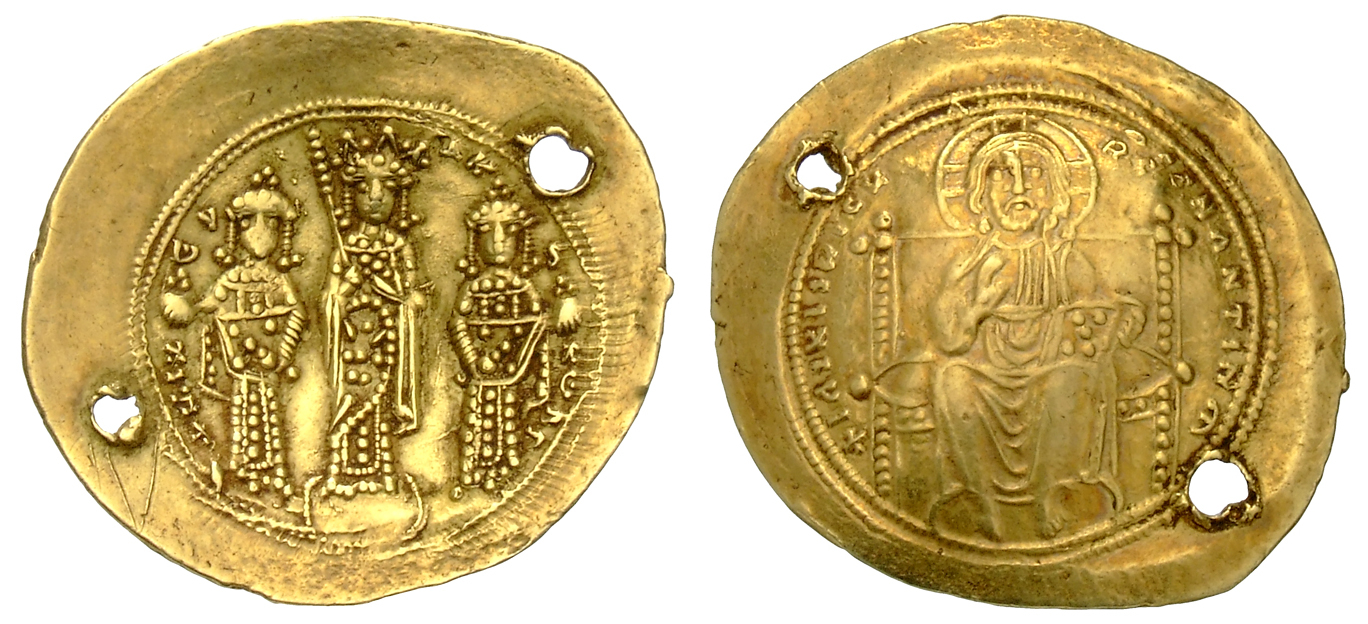
Moneda de Eudoxia, Miguel VII y Constancio, 1067.

Constancio Ducas nació en 1060, hijo del emperador Constantino X Ducas y la emperatriz Eudoxia Macrembolita. Nació durante el reinado de Constantino, lo que significa que era un porfirogéneta («nacido en la púrpura»). Su padre se convirtió en emperador el 24 de noviembre de 1059, después de que Isaac I Comneno lo eligiera como su heredero, poco antes de que Isaac abdicara.
Más tarde, en 1060, Constantino elevó a Miguel VII y a Constancio a emperadores menores bajo su mando, pero no elevó a su hijo mediano, Andrónico Ducas, a emperador menor, por razones desconocidas. Constancio conservó su título de emperador menor durante los reinados de Constantino, Romano IV Diógenes y Miguel VII. Constancio se comprometió con Ana Vsévolodovna de Kiev en 1074.
Miguel VII se vio obligado a abdicar el 31 de marzo de 1078, debido a un levantamiento popular y las dos revueltas activas de Nicéforo III Botaniates y Nicéforo Brienio, retirándose al monasterio de Studion. Miguel VII eligió a Constancio para sucederlo, ya que Andrónico había muerto unos años antes o no estaba interesado en el trono.  Constancio se convirtió técnicamente en emperador principal después de la abdicación de Miguel. Sin embargo, el Senado bizantino ya había declarado a Miguel VII depuesto el 7 de enero de 1078. Según Miguel Ataliates, «ellos [el populacho] mantuvieron la ciudad en orden sin un gobernante durante tres días».
Constantino sólo tuvo que luchar contra Nicéforo III, ya que Nicéforo Brienio había sido derrotado por Nicéforo III en la batalla de Calaure, y posteriormente cegado por él. Constancio perdió rápidamente el apoyo, ya que quedó claro que no tenía habilidad como gobernante. Tras la entrada de Nicéforo III en Constantinopla el 3 de abril, los partidarios de Constantinopla intentaron negociar, pero la población de Constantinopla lo rechazó por completo.  Más tarde ese año, un ejército de Anatolia se rebeló a favor de Constancio, pero fue rápidamente derrotado por las fuerzas de Nicéforo. Constancio fue enviado a ser tonsurado y vivir en un monasterio en una de las Islas de los Príncipes en Propóntide.  Al convertirse en monje, no pudo casarse, y por lo tanto su compromiso con Ana Vsévolodovna fue cancelado.
En 1081, Alejo I Comneno, que sucedió a Nicéforo y que estaba emparentado con Constancio por su matrimonio con Irene Ducas, lo volvió a llamar. Fue nombrado general y enviado a hacer campaña contra los normandos. Después de que Alejo se apoderara del trono, elevó a Constantino Ducas a coemperador. Constantino luchó en la batalla de Dirraquio el 18 de octubre de 1081, donde las fuerzas bizantinas que sitiaban Dirraquio se enfrentaron a las fuerzas normandas. Aunque los bizantinos tuvieron éxito inicialmente, con el ala derecha normanda derrotada por el ala izquierda bizantina, el centro normando derrotó a las fuerzas centrales de los bizantinos. Durante este enfrentamiento, la guardia varega, con la que Constancio luchaba, se separó del núcleo del ejército bizantino y fue masacrada. El propio Constancio pereció en el combate.
Debido a las fuentes limitadas sobre la vida de Constancio, a menudo se lo confunde con su sobrino más joven, el porfirogéneta Constantino Ducas. Sin embargo, Constantino era solo un niño durante este tiempo (nacido en 1074), por lo que las fuentes contemporáneas probablemente hablen de Constancio en su lugar.

## Letras
Se cree que Constancio Ducas está grabado en la Santa Corona de Hungría, que fue entregada al rey Geza I de Hungría por el hermano de Constancio, Miguel VII, representada junto al rey Geza I y Miguel VII; aunque algunos argumentan que en realidad representa a Constantino Ducas.